# ناحیه سنگا (جمهوری کنگو)
ناحیه سنگا (به لاتین: Sangha Department) یک منطقهٔ مسکونی در جمهوری کنگو است که در جمهوری کنگو واقع شده‌است. ناحیه سنگا ۵۵٬۸۰۰ کیلومتر مربع مساحت و ۸۵٬۷۳۸ نفر جمعیت دارد.